# Eubranchus alexei
Eubranchus alexei is een slakkensoort uit de familie van de Eubranchidae. De wetenschappelijke naam van de soort is voor het eerst geldig gepubliceerd in 1998 door Martynov als Aenigmastyletus alexei.